# Leviapseudes sibogae
Leviapseudes sibogae är en kräftdjursart som först beskrevs av Hugo Frederik Nierstrasz 1913.  Leviapseudes sibogae ingår i släktet Leviapseudes och familjen Apseudidae. Inga underarter finns listade i Catalogue of Life.